# Canthydrus antonellae
Canthydrus antonellae là một loài bọ cánh cứng trong họ Noteridae. Loài này được Toledo miêu tả khoa học đầu tiên năm 2003.